# Congosorex
Congosorex là một chi động vật có vú trong họ Chuột chù, bộ Soricomorpha. Chi này được Heim de Balsac and Lamotte miêu tả năm 1956. Loài điển hình của chi này là Myosorex polli Heim de Balsac and Lamotte, 1956.

## Các loài
Chi này gồm các loài: